# Племянниковы
Племя́нниковы — русский дворянский род золотоордынского происхождения.
При подаче документов (1686) для внесения рода в Бархатную книгу, была предоставлена совместная родословная роспись Племянниковых и их однородцев Молвяниновых, а также  жалованные грамоты: Нижегородского князя Дмитрия Константиновича: грамота боярам, служилым князьям, дьякам и дворянам - "кому с кем сидеть и кому под кем садится" (1367).  Ивана III: Ивану Степановичу Племянникову на волость Чавца (Чудца в Галиче) (1462/72), Андрею, Ивану и Никите Племянниковым на село Даниловское и деревню Семенищево в Чудской волости Галичского уезда (1471/72) и им же на село Фроловское в Нагатинском стане Галичского уезда (1490/91), Андрею Ивановичу на Слободской городок на Вятке (1505). Василия III: Андрею Ивановичу Племянникову на волости Каликино и Парфеньево Галичского уезда (1511-1522), Бояринцу Семеновичу Молвяниновых на десятичное в Рузе (1518). Ивана IV: Ивану Андреевичу Племянникову на волости Орлова, Шульга и Ивановский погост в Устюге (1538-1547) и ему же на волости Пушма и Осиновец в Устюге (1538-1547). Царя Фёдора Ивановича: Василию Ивановичу Молвянинову на г. Воронач с пригородами Дубковым и Выборцом в Псковской земле (1588). Михаила Фёдоровича: Семёну Яковлевичу Молвянинову на село Подолец в Суздальском уезде (1621), Афанасию Матвеевичу Молвянинову на две трети села Ряполово с деревнями в Стародубе Ряполовском стане Суздальского уезда (1622).

## Происхождение и история рода
По сказаниям старинных родословцев, происходит от Салтанеича Яндоуганда Трегуба, выехавшего из Золотой Орды к великому князю Константину Васильевичу нижегородскому и суздальскому, который наделил его вотчинами. После крещения он был назван Василием и был у него сын Андрей Васильевич по прозвищу — «Племянник», от которого и пошёл род.
Представители рода были наместниками, стольниками и воеводами, а также занимали другие посты.
Иван Степанович Племянников был постельничим великого князя Ивана III. Его сын Андрей был наместником в Слободском на Вятке (1505). Семён Иванович, Фёдор Иванович и Бессон Юрьевич Племянниковы убиты при осаде Пскова Стефаном Баторием.
Владимир Семёнович Племянников — дворцовый дьяк, посланник великого князя Василия ІІІ к императору Максимилиану I в Вену (1517) с требованием обещанного им содействия в войне против Сигизмунда І.
Фёдор Тимофеевич — полковой и осадный воевода в Самаре (1639), его брат Андрей — полковой воевода в Царицыне (1646—1647).
Стольник Давыд Фаустович Племянников убит в 1671 году Стенькой Разиным.
Григорий Андреевич Племянников — стольник Петра I, был одним из 10 сенаторов учреждённого в Москве Правительствующего сената.

## Описание герба
В Гербовнике Анисима Титовича Князева имеется печать с изображением (женского) герба супруги генерал-лейтенанта Петра Григорьевича Племянникова, не имеющий ничего общего с официально утвержденным гербом: в серебряном поле щита, имеющего овальную форму, изображены крестообразно положенные фигуры: золотой лук с натянутой тетивой и серый меч (ятаган) острием вниз. Внизу щита, два ордена на цепи, в виде ордена Святого Георгия. Щит увенчан дворянским коронованным шлемом. Нашлемник — пять страусовых пера. цветовая гамма намета не определена.

## Известные представители
- Племянников Владимир Семёнович — воевода в Лаишеве (1619—1620), в Нарыме (1635), московский дворянин (1627—1640).
- Племянников Тимофей — воевода в Лаишеве (1620).
- Племянниковы: Михаил и Дмитрий Васильевичи — Лихвинские городовые дворяне (1627—1629).
- Племянников Андрей Тимофеевич — стольник патриарха Филарета (1627—1629), стряпчий (1636—1640), стольник (1640—1668).
- Племянниковы: Филимон и Степан Владимировичи — патриаршие стольники (1627—1629), стряпчие (1636—1640).
- Племянников Фёдор Андреевич — стряпчий с платьем (1627—1629).
- Племянников Фёдор Тимофеевич — стряпчий с платьем (1627—1629), стольник (1629—1640).
- Племянников Михаил Васильевич — воевода в Венёве (1627).
- Племянников Андрей Андреевич — московский дворянин (1627—1640). воевода в Енисейске (1632—1633) (ум. 1648).
- Племянников Иван Михайлович — стряпчий (1636—1640).
- Племянников Фауст Тимофеевич — московский дворянин (1636).
- Племянников Иван Яковлевич — воевода в Осе (1636—1637), в Яблонове (1638).
- Племянников Игнатий Иванович — московский дворянин (1640—1658).
- Племянников Никита Дмитриевич — воевода в Ольшанске (1646—1647).
- Племянников Данила Фёдорович — воевода в Мосальске (1656).
- Племянников Фёдор Михайлович — воевода в Мосальске (1656—1660).
- Племянников Фёдор — воевода в Яблонове (1664).
- Племянников Сергей Фаустович — стольник, воевода в Сольвычегорске (1691).
- Племянников NN — стольник царицы Прасковьи Фёдоровны (1692).
- Племянниковы: Степан Никитич, Степан и Пётр Семёновичи, Евдоксей Фёдорович, Давыд Фаустович, Богдан Игнатьевич — стряпчие (1678—1692).
- Племянниковы: Фёдор Михайлович, Сергей Фаустович, Иван Никитич, Иван Иванович, Давыд Фёдорович, Василий Степанович — московские дворяне (1660—1692).
- Племянниковы: Иван Сергеевич, Иван Тимофеевич, Осип и Давыд Семёновичи, Амвросий Игнатьевич — стольники (1659—1692).
- Племянников Григорий Андреевич — стряпчий (1676), стольник (1678—1692), воевода в Киеве (1693)[5][6].

- Племянников, Вадим Игоревич (известен как Роже Вадим, фр. Roger Vladimir Plemiannikov; 1928—2000) — французский кинорежиссёр.
- Племянников, Василий Андреевич (1845—?) — земский деятель, депутат Государственной думы I созыва от Самарской губернии.
- Племянников, Владимир Семенович — дворцовый дьяк.
- Племянников, Григорий Андреевич (1658 — 1713) — сенатор, стольник Петра I.
- Племянников, Пётр Григорьевич (ум. 1773) — русский военачальник, генерал-аншеф; первый кавалер Ордена Святого Георгия II степени.
- Племянников, Сергей Фаустович — воевода, стряпчий в походах царя Фёдора Алексеевича на богомолье.
- Племянников, Фёдор Андреевич — стряпчий, стольник, посланник в Швецию в 1630 году.